# Liste der Tomatensorten/D
Erläuterungen und Quellen: Siehe Hauptartikel!
| Tomatensorte                                                              | Bild | Beschreibung | Quellen                |
| ------------------------------------------------------------------------- | ---- | --- | ---------------------- |
| D 53                                                                      |      | | j, o                   |
| D-A-C-L-R-Y                                                               |      | | c, d                   |
| D. B. Cooper                                                              |      | | c, d                   |
| D'Ami Giant                                                               |      | | c, d                   |
| D'Iverville                                                               |      | | c                      |
| Da Chilo                                                                  |      | | c, d                   |
| Da Costa's Portuguese                                                     |      | | c, d                   |
| Da Mensa                                                                  |      | | c                      |
| Da Pendere                                                                |      | | c, d, e                |
| Dachiia                                                                   |      | Züchter: Nii Kukuruzy I Sorgo Npo Porumben, 4834, Kriulianskij Raion, Kishinevskij Uezd, S. Pashkan, Moldova | j, o                   |
| Dachnik                                                                   |      | Züchter: Gorshkova Nina Sergeevna, Tarasenkov Ivan Illarionovich, Bekov Rustam Hizrievich | d, j                   |
| Dachnik Kubani                                                            |      | Züchter: Bekov Rustam Hizrievich, Gish Ruslan Ajdamirovich, Kostenko Aleksandr Nikolaevich, Fil' Sergej Viktorovich | j                      |
| Dachnoe Lakomstvo                                                         |      | Züchter: Gorshkova Nina Sergeevna, Hovrin Aleksandr Nikolaevich, Maksimov Sergej Vasilievich, Tereshonkova Tatiyana Arkadievna | j                      |
| Dachnye Zakroma                                                           |      | Züchter: Gavrish Sergej Fedorovich, Morev Viktor Vasilievich, Amcheslavskaya Elena Valentinovna, Degovtsova Tatiyana Vladimirovna, Volok Olga Anatolievna | j                      |
| Dachnyj Lyubimets                                                         |      | Züchter: Lukiyanenko Anatolij Nikitovich, Dubinin Sergej Vladimirovich, Dubinina Irina Nikolaevna | j                      |
| Dacia                                                                     |      | | c, d, j, o             |
| Dad's Barber Paste                                                        |      | | c, d                   |
| Dad's Mug                                                                 |      | | c, d                   |
| Dad's Sunset                                                              |      | | c, d                   |
| Daetwyler                                                                 |      | | d                      |
| Dafne                                                                     |      | | c, j, o                |
| Dafni                                                                     |      | Züchter: Syngenta Seeds B.V. | j                      |
| Dafnis                                                                    |      | Züchter: Luis Ortega | j, o                   |
| Dagestanskiy                                                              |      | | c, d, d                |
| Dagma's Perfection                                                        |      | | c, d                   |
| Dagmar                                                                    |      | | j                      |
| Dahlia                                                                    |      | Züchter: A.R.O. The Volcani Center | j, o                   |
| Daida                                                                     |      | Züchter: Hebrew University | j, o                   |
| Daiquiri                                                                  |      | Züchter: Vilmorin Sa (Fr) | j                      |
| Daïquiri                                                                  |      | | j                      |
| Daisy                                                                     |      | Züchter: Tezier Sa (Fr) | j                      |
| Daisy F1                                                                  |      | Züchter: Tezier (Fr) | j                      |
| Dajna                                                                     |      | Züchter: Gavrish Sergej Fedorovich, Morev Viktor Vasilievich, Amcheslavskaya Elena Valentinovna, Volok Olga Anatolievna | j                      |
| Dakapo                                                                    |      | | j                      |
| Dakar                                                                     |      | Züchter: Semillas Fito, S.A. | j, o                   |
| Dakota                                                                    |      | | j                      |
| Dakota Gold                                                               |      | | c, d, e                |
| Dakty 39009                                                               |      | Züchter: Hazera Genetics | j, o                   |
| Dalal                                                                     |      | | j                      |
| Dalaroy                                                                   |      | | j                      |
| Dali                                                                      |      | | e, j, n                |
| Dalia                                                                     |      | Züchter: Zeraim Gedera Co. Ltd. | j                      |
| Dalida                                                                    |      | Züchter: Hartmut Klein, Glebova Svetlana Leonidovna | j                      |
| Dalimil                                                                   |      | | j                      |
| Dalit N                                                                   |      | | j                      |
| Dallas                                                                    |      | Züchter: Mario Faraone Mennella | j, o                   |
| Dalmatinac                                                                |      | | c                      |
| Dalmone                                                                   |      | | j                      |
| Dalnewostoschnij Rosowij                                                  |      | | c, d                   |
| Daloula                                                                   |      | | j                      |
| Daltary                                                                   |      | Züchter: Rijk Zwaan Zaadteelt En Zaadhandel B.V. | j, o                   |
| Dalton                                                                    |      | | j                      |
| Daltona                                                                   |      | | j                      |
| Daluga                                                                    |      | Züchter: Jim Augustine | j                      |
| Damako                                                                    |      | Züchter: Western Seed España, S.A. | j, o                   |
| Damascus Steel                                                            |      | | c, d                   |
| Damenfinger                                                               |      | | c                      |
| Damiana                                                                   |      | | j                      |
| Damla                                                                     |      | | j                      |
| Damskie Palchiki (oder: Damskie Palchiki)                                 |      | Züchter: Myazina Lyubov' Anatolievna | d, j                   |
| Damskij Ugodnik                                                           |      | Züchter: Nastenko Nataliya Viktorovna, Kachajnik Vladimir Georgievich, Kandoba Aleksej Viktorovich | j                      |
| Dana                                                                      |      | | c, d, g, h             |
| Dana Elita                                                                |      | | c                      |
| Dana's Dusky Rose                                                         |      | | c, d, e                |
| Danae                                                                     |      | | j                      |
| Danai                                                                     |      | | j                      |
| Dance                                                                     |      | | j                      |
| Dancer                                                                    |      | | j, o                   |
| Dancing With Smurfs                                                       |      | | c, d, e, f             |
| Dandi                                                                     |      | | j                      |
| Dandy                                                                     |      | | j                      |
| Daneza Urias                                                              |      | | j                      |
| Dania                                                                     |      | | j                      |
| Danicia                                                                   |      | Züchter: Hazera Genetics | j, o                   |
| Daniel's                                                                  |      | | c, d                   |
| Daniel's Regular Leaf                                                     |      | | d                      |
| Daniela                                                                   |      | Züchter: Hazera (1939) Ltd | j, o                   |
| Daniela Super                                                             |      | Züchter: Kedar, N. | j, o                   |
| Danira                                                                    |      | | j                      |
| Dänische Export (oder: Dansk Export)                                      |      | | c, d, g, h, j          |
| Danjuschka Helbing                                                        |      | | f                      |
| Danka                                                                     |      | | j                      |
| Danko                                                                     |      | Züchter: Domanskaya Majya Konstantinovna, Gubko Valentina Nikolaevna, Zalivakina Valentina Fedorovna, Kamanin Andrej Aleksandrovich, Orlova Elena Arnol'Dovna | c, d, e, j             |
| Danna                                                                     |      | Züchter: Zhidkova Valentina Andreevna, Glavinich Ruzhitsa Dushanovna, Toropkina Mariya Nikolaevna, Rostunkova Lyudmila Filippovna | j                      |
| Danny                                                                     |      | | j                      |
| Dansk-Export                                                              |      | | n                      |
| Dante                                                                     |      | Züchter: Meridiem Seeds S.L. | j                      |
| Dantina                                                                   |      | Züchter: Syngenta Seeds B.V. | j                      |
| Danube                                                                    |      | | f                      |
| Danubiana                                                                 |      | Züchter: Yissum Research Development Company Of The Hebrew University Of Jerusalem Ltd. | j, o                   |
| Danubio                                                                   |      | Züchter: Clause - Tezier (Fr) | j                      |
| Danuša                                                                    |      | | j                      |
| Danzarina                                                                 |      | Züchter: Multi Tohum San. Tic. A.S. | j                      |
| Dap                                                                       |      | | j                      |
| Dap 33                                                                    |      | | j                      |
| Dap 34                                                                    |      | | j                      |
| Daphne                                                                    |      | Züchter: Volcani-Hazera | j, o                   |
| Daphni                                                                    |      | Züchter: Syngenta Seeds B.V. | j                      |
| Dar                                                                       |      | | c, d                   |
| Dar Sawolschja                                                            |      | | n                      |
| Dar Zavolzhiya                                                            |      | Züchter: Chulkov Nikolaj Ivanovich, Popova Liya Nikolaevna, Arinina Lidiya Petrovna, Popov Vladimir Ivanovich | c, d, j, m             |
| Darby Striped Red/Yellow                                                  |      | | c, d                   |
| Darcy                                                                     |      | | j                      |
| Dardo                                                                     |      | Züchter: Isi Sementi Spa | j                      |
| Dardus                                                                    |      | Züchter: Isi Sementi Spa | j                      |
| Darenka                                                                   |      | Züchter: Dederko Vladimir Nikolaevich, Postnikova Olga Valentinovna | j                      |
| Daria                                                                     |      | | j                      |
| Darinka                                                                   |      | | j                      |
| Dario                                                                     |      | | j, o                   |
| Dariya                                                                    |      | Züchter: Panchev Yurij Ivanovich, Semin Al'Bert Semenovich, Panchev Yurij Yurievich | j                      |
| Dark Antho Gwr                                                            |      | | c                      |
| Dark Brandy                                                               |      | | c, d                   |
| Dark Galaxy                                                               |      | | c, d                   |
| Dark Orange Muscat                                                        |      | | c, d                   |
| Dark Rose                                                                 |      | | c, d                   |
| Darla                                                                     |      | Züchter: Nirit Seeds Ltd. | j, o                   |
| Darline                                                                   |      | Züchter: Hazera Genetics Ltd | j                      |
| Darnitsa                                                                  |      | Züchter: Gavrish Sergej Fedorovich, Morev Viktor Vasilievich, Amcheslavskaya Elena Valentinovna, Volok Olga Anatolievna, Kilina Nadezhda Vyacheslavovna | j                      |
| Darrel's German                                                           |      | | c, d                   |
| Darro                                                                     |      | Züchter: Semillas Fito, S.A. | j, o                   |
| Darsirius                                                                 |      | | j                      |
| Dart                                                                      |      | | j                      |
| Dart F1                                                                   |      | Züchter: Nunhems Bv (Nl) | j                      |
| Dartagnan                                                                 |      | Züchter: Clause (Fr) | j                      |
| Darth Mater                                                               |      | | f                      |
| Darus                                                                     |      | | j                      |
| Darwin                                                                    |      | | j                      |
| Dasha                                                                     |      | Züchter: Uo Belorusskaia Gosudarstvennaia Selskokhoziajstvennaia Akademiia, 213410, Mogilevskaia Obl., G.Gorki, Ul.Michurina, 5, Belarus; Institut Genetiki Bolgarskoj Akademii Nauk, Sofiia, 1113, Bulgaria | j, o                   |
| Dashen'Ka                                                                 |      | Züchter: Lukiyanenko Anatolij Nikitovich, Dubinin Sergej Vladimirovich, Dubinina Irina Nikolaevna | j                      |
| Dasher                                                                    |      | Züchter: De Ruiter Seeds | a, c, j, o             |
| Datlo                                                                     |      | | c, d, j                |
| Datschnik                                                                 |      | | c                      |
| Dattelkirschtomate (oder: Dattelkirsche. Dattel Cherry)                   |      | | c, m                   |
| Datteltomate                                                              |      | | a, c, m                |
| Datteltomate 2                                                            |      | | c                      |
| Dattelwein (oder: Dattelweintomate)                                       |      | | c, g, h, j, o          |
| Dattelwein Rot                                                            |      | | f                      |
| Datter                                                                    |      | Züchter: Blumen Group S.P.A | j, o                   |
| Datter Brix 15                                                            |      | Züchter: Blumen Group S.P.A | j                      |
| Datterini                                                                 |      | | c                      |
| Datterini Orange                                                          |      | | c                      |
| Datterini Zebra                                                           |      | | c                      |
| Datterino                                                                 |      | Züchter: Peotec Seeds Srl | j                      |
| Dattero                                                                   |      | | j                      |
| Daunia                                                                    |      | | j                      |
| Daunias                                                                   |      | | j                      |
| Dauphin                                                                   |      | | c, d                   |
| Dauphine                                                                  |      | Züchter: Graines Gautier Sa (Fr) | j                      |
| David                                                                     |      | | c, d                   |
| David F1                                                                  |      | Züchter: Intersemillas | j, o                   |
| David's Golden Pineapple                                                  |      | | c, d                   |
| David's Ivory Pineapple                                                   |      | | c, d                   |
| David's Pink                                                              |      | | c, d                   |
| Davido                                                                    |      | | j                      |
| Davinia                                                                   |      | Züchter: Semillas Fito, S.A. | j, o                   |
| Davinsi                                                                   |      | Züchter: Enza Zaden Beheer B.V. | j, o                   |
| Davis Uc 82                                                               |      | | j                      |
| Davis Yellow                                                              |      | | d                      |
| Davraz                                                                    |      | | j                      |
| Dawil                                                                     |      | Züchter: Blumen Group S.P.A | j                      |
| Dawn                                                                      |      | | j                      |
| Dawson's Russian Heart                                                    |      | | c                      |
| Dawson's Russian Oxheart                                                  |      | | d                      |
| Day Break                                                                 |      | | g, h                   |
| Day's Yellow                                                              |      | | c, d                   |
| Daydream                                                                  |      | | c, d, f, g, h, j       |
| Daylos                                                                    |      | Züchter: Syngenta Crop Protection Ag | j                      |
| Daytona                                                                   |      | Züchter: Hybrids Ellas Abee | j, o                   |
| De Barao (oder: Debarao. De Berao)                                        |      | Züchter: Vasilevskij Viktor Anatolievich, Korochkin Vladislav Leontievich, Korotkov Sergej Anatolievich, Dynnik Anatolij Vasilievich. Domaine Public (Fr) | b, c, d, e, g, h, j, n |
| De Barao Black (oder: De Barao Chernyj. De Berao Black. De Berao Schwarz) |      | Züchter: Andreeva Evgeniya Nikolaevna, Sysina Elena Artemievna, Nazina Sofiya Luisovna, Bogdanov Kirill Borisovich, Ushakova Mariya Ivanovna | c, d, e, g, h, j, n    |
| De Barao Braun (oder: De Berao Braun)                                     |      | | d, f, m, n             |
| De Barao Gelb (oder: De Berao Gelb)                                       |      | | c, m                   |
| De Barao Gerippt (oder: De Berao Gerippt)                                 |      | | c                      |
| De Barao Gigant (oder: De Berao Giant)                                    |      | | c, e                   |
| De Barao Gold (oder: De Berao Gold)                                       |      | | e, f, g, h             |
| De Barao Matthias Strain (oder: De Berao Matthias Auslese)                |      | | c, d                   |
| De Barao Oranzhevyj (oder: De Berao Orange)                               |      | Züchter: Andreeva Evgeniya Nikolaevna, Sysina Elena Artemievna, Nazina Sofiya Luisovna, Bogdanov Kirill Borisovich, Ushakova Mariya Ivanovna | c, j                   |
| De Barao Pink                                                             |      | | e                      |
| De Barao Polosatyi                                                        |      | | d                      |
| De Barao Rot (oder: De Berao Rot)                                         |      | | c, m                   |
| De Barao Rozovyj (oder: De Barao Rozovyi. De Berao Rosa)                  |      | Züchter: Andreeva Evgeniya Nikolaevna, Sysina Elena Artemievna, Nazina Sofiya Luisovna, Bogdanov Kirill Borisovich, Ushakova Mariya Ivanovna | c, d, j, m             |
| De Barao Tsarski (oder: De Barao Tsarskiy. De Berao Zarskij)              |      | | c, d, m                |
| De Barao Zolotoj (oder: De Barao Zolotoy)                                 |      | Züchter: Andreeva Evgeniya Nikolaevna, Sysina Elena Artemievna, Nazina Sofiya Luisovna, Bogdanov Kirill Borisovich | d, j                   |
| De Berao                                                                  |      | | o                      |
| De Colgar                                                                 |      | | c, e, g, h, j          |
| De Crimée                                                                 |      | | c                      |
| De Genes                                                                  |      | | c, g, h                |
| De Guardar Lorenza                                                        |      | | c, n                   |
| De La Plata                                                               |      | | j, o                   |
| De Normandi                                                               |      | | g, h                   |
| De Olmeda                                                                 |      | | j, o                   |
| De Penjar                                                                 |      | | j, o                   |
| De Pinto (oder: Depinto)                                                  |      | | c, d                   |
| De Ramellet                                                               |      | | j, o                   |
| De Sobil                                                                  |      | | c, d                   |
| De Tiganesti (oder: De Tigasteni)                                         |      | | c, d                   |
| De Weese Streaked (oder: Deweese Streaked)                                |      | | c, d, e, g, h, m       |
| De-Fakto                                                                  |      | Züchter: Gavrish Sergej Fedorovich, Morev Viktor Vasilievich, Amcheslavskaya Elena Valentinovna, Volok Olga Anatolievna | j                      |
| De'Ndi                                                                    |      | Züchter: Dubinin Sergej Vladimirovich, Kirillov Mihail Ivanovich | j                      |
| Dean                                                                      |      | | j                      |
| Debbie                                                                    |      | | c, d                   |
| Debbie Blackburn                                                          |      | | c, d                   |
| Debby                                                                     |      | | j                      |
| Debilis                                                                   |      | | g, h                   |
| Debora                                                                    |      | Züchter: Tezier Sa (Fr) | j                      |
| Debut                                                                     |      | | j, o                   |
| Debut F1                                                                  |      | Züchter: Seminis | j, k                   |
| Debyutantka                                                               |      | Züchter: Ignatova Svetlana Ilyinichna, Gorshkova Nina Sergeevna, Tereshonkova Tatiyana Arkadievna | j                      |
| Decibel                                                                   |      | Züchter: Tezier Sa (Fr) | j                      |
| Decio                                                                     |      | | j, o                   |
| Declinata                                                                 |      | | g, h                   |
| Decomposita                                                               |      | | g, h                   |
| Decumbens                                                                 |      | | g, h                   |
| Dedalo                                                                    |      | | j                      |
| Dedication                                                                |      | | g, h                   |
| Dedushkin                                                                 |      | Züchter: Tarasov Yurij Dmitrievich | j                      |
| Deema                                                                     |      | | j, o                   |
| Defender                                                                  |      | Züchter: Isi Sementi Spa | j, o                   |
| Defensor                                                                  |      | Züchter: Hm Clause Sa (Fr) | j, o                   |
| Defiant                                                                   |      | Züchter: Johnny's Selected Seeds | j                      |
| Define                                                                    |      | | j                      |
| Deformis / 1                                                              |      | | g, h                   |
| Degheio                                                                   |      | | j                      |
| Deire                                                                     |      | | j                      |
| Deko                                                                      |      | Züchter: Isi Sementi Spa | j                      |
| Del Terreno Sonrosado                                                     |      | | j, o                   |
| Del-Icia                                                                  |      | | a                      |
| Delano                                                                    |      | | c                      |
| Delaware                                                                  |      | Züchter: Syngenta Seeds B.V. | j, o                   |
| Delaware 14 2                                                             |      | | g, h                   |
| Delba (oder: Es 1118)                                                     |      | | j                      |
| Delfin                                                                    |      | | j                      |
| Delfine                                                                   |      | Züchter: S & G Seeds Bv (Nl) | j, o                   |
| Delfo                                                                     |      | Züchter: Degreef Paul | j, o                   |
| Delfs Cocktailtomate (oder: Delfs Iii)                                    |      | | n                      |
| Delgado                                                                   |      | Züchter: Syngenta Crop Protection Ag | j                      |
| Delharvest 1 Go                                                           |      | Züchter: Ishimura Eiji, Ichihashi Eiji, Yamaguchi Shuichi, Ishikura Harutomo | j, o                   |
| Delharvest 2 Go                                                           |      | Züchter: Ishimura Eiji, Ishikura Harutomo, Inai Shuji | j, o                   |
| Deli                                                                      |      | | g, h                   |
| Delia                                                                     |      | | j                      |
| Delicacy                                                                  |      | | j                      |
| Delicado                                                                  |      | | j                      |
| Delicassi                                                                 |      | Züchter: Gautier Semences Sas (Fr) | j                      |
| Delicate (oder: Délicate)                                                 |      | Züchter: Domaine Public (Fr) | c, j                   |
| Délice D'Or                                                               |      | | c, d                   |
| Délice De Jardenier                                                       |      | | g, h                   |
| Délice Du Jardin                                                          |      | | g, h                   |
| Delicimo                                                                  |      | | j                      |
| Delicious (oder: Delicios. Delicioso)                                     |      | | c, d, j, o             |
| Delicious Red 055                                                         |      | | j                      |
| Delicious Red 2272                                                        |      | Züchter: Shuji Inai | j                      |
| Delicious Red 3379                                                        |      | Züchter: Shuji Inai | j                      |
| Delicious Red 447                                                         |      | | j                      |
| Delicious Red 553                                                         |      | | j                      |
| Delicious Yellow                                                          |      | | d                      |
| Deliciu                                                                   |      | Züchter: Mihnea, Nadejda, Md, Botnari, Vasile, Md, Lupascu, Galina, Md, Grati, Vasile, Md, Saltanovici, Tatiana, Md, Mihnea, Mihaela, Md | j, o                   |
| Delight                                                                   |      | | g, h, j                |
| Delikata                                                                  |      | | j, o                   |
| Delikates                                                                 |      | Züchter: Aramov Muzafar Hashimovich, Shelobodkin Aleksej Vladimirovich | j                      |
| Delikates Oranzowy                                                        |      | | g, h                   |
| Delikatess Gelb                                                           |      | | c, g, h, m             |
| Delilah                                                                   |      | Züchter: Hazera Genet./Yissum Rese | j, o                   |
| Delioso                                                                   |      | | j                      |
| Deliquescens                                                              |      | | g, h                   |
| Delirio                                                                   |      | Züchter: Hm Clause Sa (Fr) | j, o                   |
| Delisa                                                                    |      | | j                      |
| Delisher                                                                  |      | Züchter: Monsanto Vegetable Ip Management B.V. | j                      |
| Delisweet                                                                 |      | | j                      |
| Delito                                                                    |      | | j                      |
| Deliwanda                                                                 |      | | j, o                   |
| Delizia                                                                   |      | Züchter: Clause Semences Sa (Fr) | g, h, j                |
| Della Riviera                                                             |      | | j                      |
| Delos                                                                     |      | Züchter: Semillas Fito, S.A. | j, o                   |
| Delphi                                                                    |      | Züchter: Nunhems B.V. | j, o                   |
| Delta                                                                     |      | Züchter: Szkola Glowna Gospodarstwa Wiejskiego | j                      |
| Delta 264                                                                 |      | Züchter: Kudryavtseva Galina Aleksandrovna, Fotev Yurij Valentinovich, Tarasenko Nikolaj Dmitrievich, Tropina Lidiya Platonovna, Altunina Lyubov' Petrovna, Shiabova Tamara Nikolaevna, Pavlova Olga Ivanovna | j                      |
| Delta N                                                                   |      | | j                      |
| Delta Of Volgograd                                                        |      | | n                      |
| Delta W 406                                                               |      | Züchter: Western Seed España, S.A. | j, o                   |
| Deluxe                                                                    |      | Züchter: Isi Sementi Spa | j                      |
| Delvita                                                                   |      | | j                      |
| Delybeef                                                                  |      | Züchter: Sakata Seed America Inc | j                      |
| Delyca                                                                    |      | Züchter: Rijk Zwaan Zaadteelt En Zaadhandel B.V. | j                      |
| Delyred                                                                   |      | Züchter: Sakata Seed America Inc (Us) | j                      |
| Deme                                                                      |      | Züchter: Syngenta Crop Protection Ag | j                      |
| Demetra                                                                   |      | | j, n                   |
| Demetrio                                                                  |      | Züchter: Multi Tohum San. Tic. A.S. | j                      |
| Demi                                                                      |      | Züchter: Seminis Veget.Seeds Inc | j                      |
| Demidov                                                                   |      | Züchter: Kashnova Elena Vasilievna, Vysochin Vasilij Grigorievich, Andreeva Nadezhda Nikolaevna | j                      |
| Demidow                                                                   |      | | c, d                   |
| Dena                                                                      |      | | j                      |
| Denar                                                                     |      | | o                      |
| Denár (oder: Denar)                                                       |      | | j, m                   |
| Denaro                                                                    |      | Züchter: Clause Semences Sa (Fr) | j                      |
| Deneb                                                                     |      | | j                      |
| Denezhnyj Meshok                                                          |      | Züchter: Nastenko Nataliya Viktorovna, Kachajnik Vladimir Georgievich, Gul'Kin Mihail Nikolaevich | j                      |
| Deni Sem                                                                  |      | Züchter: Seminis Inc. | j, o                   |
| Denia                                                                     |      | Züchter: Seminis Veget.Seeds Inc | j                      |
| Denis                                                                     |      | Züchter: Seminis Inc. | c, d, j                |
| Deniz                                                                     |      | | j                      |
| Denneto                                                                   |      | | j                      |
| Densa                                                                     |      | | g, h                   |
| Densipinnata                                                              |      | | g, h                   |
| Densus                                                                    |      | | j                      |
| Denver                                                                    |      | | j                      |
| Depar 1522                                                                |      | | j                      |
| Deparca                                                                   |      | | g, h                   |
| Depauperata                                                               |      | | g, h                   |
| Depp's Pink Firefly                                                       |      | | c, d, e, f, g, h       |
| Depravata                                                                 |      | | g, h                   |
| Deprimata                                                                 |      | | g, h                   |
| Dequasi                                                                   |      | | c, d                   |
| Derby                                                                     |      | Züchter: Daehnfeld L. A/S | j                      |
| Derin                                                                     |      | | j                      |
| Derinia                                                                   |      | | j                      |
| Dermanim                                                                  |      | | j                      |
| Derosa                                                                    |      | | j                      |
| Dersu                                                                     |      | Züchter: Hihluha Elena Aleksandrovna, Kornilov Aleksandr Stepanovich, Zazherilo Kseniya Olegovna, Yugaj Viktoriya Magilanovna, Zubakov Sergej Alekseevich | j                      |
| Derya                                                                     |      | | j                      |
| Des Andes                                                                 |      | Züchter: Domaine Public (Fr) | j                      |
| Descubridor                                                               |      | Züchter: Semillas Fito, S.A. | j, o                   |
| Desdemona                                                                 |      | Züchter: Nirit Seeds Ltd | j                      |
| Desert                                                                    |      | Züchter: Gutsalyuk Olga Danielovna, Bartajya Vera Vladimirovna | j                      |
| Desertnyj Rozovyj                                                         |      | Züchter: Farber Vladimir Vladimirovich, Smirnova Elena Anatolievna | j                      |
| Desiderio                                                                 |      | Züchter: Clause Semences Sa (Fr) | j                      |
| Design                                                                    |      | | j                      |
| Desine                                                                    |      | | j                      |
| Desire                                                                    |      | Züchter: Western Seed España, S.A. | j, o                   |
| Desperado                                                                 |      | | j                      |
| Despina                                                                   |      | Züchter: Rijk Zwaan Zaadteelt En Zaadhandel B.V. | c, d, #j, o            |
| Despo                                                                     |      | | j                      |
| Dessert For Open Soil                                                     |      | | g, h                   |
| Dessert Plantense                                                         |      | | g, h                   |
| Dester                                                                    |      | | c, d, e                |
| Destina                                                                   |      | | j                      |
| Desy                                                                      |      | | j                      |
| Detorta                                                                   |      | | g, h                   |
| Detre                                                                     |      | Züchter: Rijk Zwaan Zaadteelt En Zaadhandel Bv (Nl) | j                      |
| Detrimentosa                                                              |      | | g, h                   |
| Detskaya Radost                                                           |      | Züchter: Lukiyanenko Anatolij Nikitovich, Dubinin Sergej Vladimirovich, Dubinina Irina Nikolaevna | j                      |
| Detskaya Sladost                                                          |      | Züchter: Gavrish Sergej Fedorovich, Kapustina Raisa Nikolaevna, Gladkov Dmitrij Sergeevich, Volkov Aleksandr Aleksandrovich, Semenova Anna Nikolaevna, Artemieva Galina Mihajlovna, Filimonova Yuliya Alekseevna, Redichkina Tatiyana Aleksandrovna | j                      |
| Detskie Palchiki                                                          |      | Züchter: Lukiyanenko Anatolij Nikitovich, Dubinin Sergej Vladimirovich, Dubinina Irina Nikolaevna | j                      |
| Detskij                                                                   |      | Züchter: Myazina Lyubov' Anatolievna | j                      |
| Detskij Sad                                                               |      | Züchter: Myazina Lyubov' Anatolievna | j                      |
| Detskij Sladkij                                                           |      | | c, d                   |
| Detskij Sladkij Sliwka                                                    |      | | c                      |
| Detskij Smak                                                              |      | | c, d                   |
| Deutsche Kartoffeltomate                                                  |      | | c                      |
| Deutsche Riesentraube                                                     |      | | e, g, h                |
| Deutscher Fleiß                                                           |      | | c, g, h, d, n          |
| Devenport                                                                 |      | Züchter: Zeraim Gedera Ltd (Il) | j                      |
| Devich'I Serdechki                                                        |      | Züchter: Nastenko Nataliya Viktorovna, Kachajnik Vladimir Georgievich, Gul'Kin Mihail Nikolaevich | j                      |
| Devil                                                                     |      | Züchter: Blumen Group S.P.A | j                      |
| Devín                                                                     |      | | j                      |
| Deviz (oder: Devis)                                                       |      | Züchter: Respublikanskoe Nauchno Proizvodstvennoe Dochernee, Unitarnoe Predpriiatie Institut Ovoshchevodstva, 220028, G.Minsk, Ul.Maiakovskogo, 127A, Belarus | c, d, j, o             |
| Devotion                                                                  |      | | a, j                   |
| Dexter                                                                    |      | Züchter: Isi Sementi Spa | j                      |
| Df 2                                                                      |      | | n                      |
| Dg 03 9                                                                   |      | Züchter: Fujii Takashi, Inai Shuji, Ichihashi Eiji, Ishimura Eiji | j, o                   |
| Dg 07 1                                                                   |      | Züchter: Inai Shuji, Fujii Takashi, Konishi Chiaki, Ezura Hiroshi, Fukuda Naoya, Matsukura Chiaki, Saito Takeshi | j, o                   |
| Dgt 13372                                                                 |      | | j                      |
| Dhamar                                                                    |      | | j                      |
| Diablo                                                                    |      | Züchter: Harris Moran Seed Company | j, o                   |
| Diabolic                                                                  |      | | j, o                   |
| Diabolic F1                                                               |      | | j                      |
| Diabolik                                                                  |      | Züchter: Sakata Seed America Inc (Us) | j                      |
| Diadem (oder: Es-3132)                                                    |      | | j                      |
| Diadora                                                                   |      | | j                      |
| Diagramma                                                                 |      | Züchter: Degreef Paul | j, o                   |
| Diamant                                                                   |      | Züchter: Agri-Saaten GmbH | j, o                   |
| Diamante                                                                  |      | | j                      |
| Diamantino                                                                |      | Züchter: Enza Zaden Beheer B.V. | j, o                   |
| Diamina                                                                   |      | Züchter: Rijk Zwaan Zaadteelt En Zaadhandel B.V. | j                      |
| Diamon                                                                    |      | Züchter: Royal Sluis France Sarl (Fr) | j                      |
| Diamond                                                                   |      | | j                      |
| Diamondo                                                                  |      | | j                      |
| Diams                                                                     |      | Züchter: De Ruiter Seeds B.V., Leeuwenhoekweg 52, P.O. Box 1050, 2660 Bb, Bergschenhoek The Netherlands | j, o                   |
| Diana                                                                     |      | Züchter: Andreeva Evgeniya Nikolaevna, Nazina Sofiya Luisovna, Ushakova Mariya Ivanovna, Andreeva Anzhelika Nikolaevna | j, o                   |
| Dianapeel                                                                 |      | | j                      |
| Diandra                                                                   |      | | j                      |
| Diaspro                                                                   |      | | j                      |
| Diaz                                                                      |      | | d, j                   |
| Dice's Mystery Black                                                      |      | | c, d                   |
| Dicing Master                                                             |      | | j                      |
| Dicke Pflaume                                                             |      | | c                      |
| Dicoff's Yellow                                                           |      | | d                      |
| Diddy                                                                     |      | Züchter: Zorzi Sementi Srl | j                      |
| Didem                                                                     |      | | j                      |
| Didi                                                                      |      | | j                      |
| Didi's Yellow                                                             |      | | c, d                   |
| Didima                                                                    |      | Züchter: Monsanto Holland B.V. | j, o                   |
| Die Drei Dicken                                                           |      | | c                      |
| Die Kleinen Mohren                                                        |      | | c, f, m                |
| Diego                                                                     |      | | j                      |
| Diener                                                                    |      | | c, d, f                |
| Diesel                                                                    |      | Züchter: Syngenta Participations Ag | j                      |
| Dietetic                                                                  |      | | g, h                   |
| Diez                                                                      |      | Züchter: Borisov Aleksandr Vladimirovich, Nalizhityj Vladimir Maksimovich, Skachko Vladislav Aleksandrovich, Zhemchugov Dmitrij Vyacheslavovich | j                      |
| Diezmil 97                                                                |      | Züchter: Intersemillas | j, o                   |
| Digger                                                                    |      | | j                      |
| Digra                                                                     |      | Züchter: Western Seed España, S.A. | j, o                   |
| Dijon Bur                                                                 |      | | c, g, h                |
| Dikaia Roza                                                               |      | Züchter: Pridnestrovskij Niiskh, 3300, G.Tiraspol, Ul.Mira, 50, Moldova | j, o                   |
| Dikaya Roza                                                               |      | Züchter: Guseva Lyudmila Ivanovna, Nikulaesh Mihail Dmitrievich, Kachajnik Vladimir Georgievich, Sadykina Ekaterina Ivanovna | d, j                   |
| Dikla                                                                     |      | Züchter: (Aro) Volcani Institute | j, o                   |
| Dikovinka                                                                 |      | Züchter: Nastenko Nataliya Viktorovna, Kachajnik Vladimir Georgievich, Gul'Kin Mihail Nikolaevich, Karmanova Olga Alekseevna | j                      |
| Dilabens                                                                  |      | | g, h                   |
| Dilara                                                                    |      | | j                      |
| Dilatata                                                                  |      | | g, h                   |
| Dillion                                                                   |      | | j                      |
| Dills Rotgrüne Cocktail                                                   |      | | c                      |
| Dilucida                                                                  |      | | g, h                   |
| Diluta                                                                    |      | | g, h                   |
| Dimerosa                                                                  |      | Züchter: Enza Zaden Beheer B.V. | j, o                   |
| Dimidiata                                                                 |      | | g, h                   |
| Diminuta                                                                  |      | | g, h                   |
| Dimitra                                                                   |      | Züchter: Rijk Zwaan B.V. (Nl) | j                      |
| Dimple                                                                    |      | Züchter: Marion Eble | j                      |
| Dina                                                                      |      | Züchter: Hebrew Uni/Hazera | c, d, f, j, m, o       |
| Dinakor                                                                   |      | Züchter: Syngenta Seeds B.V. | j                      |
| Dinastia                                                                  |      | Züchter: Syngenta Participations Ag | j                      |
| Dinç                                                                      |      | | j                      |
| Dinero                                                                    |      | | j                      |
| Dingwall Scotty                                                           |      | | c, d, f                |
| Ðinka                                                                     |      | Züchter: Superior | j                      |
| Dinner Plate                                                              |      | | c, d, f                |
| Dinner Plate Beefsteak                                                    |      | | c, d, e                |
| Dino                                                                      |      | Züchter: Hungaroseed | j, o                   |
| Dino Eggs                                                                 |      | | c, d, f                |
| Dinofrio's German                                                         |      | | c, d                   |
| Diomisio                                                                  |      | | j                      |
| Dione                                                                     |      | Züchter: Hebrew Uni/Hazera | j, o                   |
| Dionisia                                                                  |      | Züchter: Hazera Genetics Ltd | j                      |
| Dionisio                                                                  |      | | j                      |
| Dior                                                                      |      | | j                      |
| Dioranzh                                                                  |      | Züchter: Alekseev Yurij Borisovich | j                      |
| Diplom                                                                    |      | Züchter: Hild Samen GmbH | a, f, c, j             |
| Diplom F1                                                                 |      | | d                      |
| Diplomat                                                                  |      | Züchter: Ignatova Svetlana Ilyinichna, Gorshkova Nina Sergeevna, Tereshonkova Tatiyana Arkadievna | j                      |
| Dippes Nz 802                                                             |      | | g, h                   |
| Direction                                                                 |      | Züchter: Nunhems B.V. | j, o                   |
| Director                                                                  |      | | j                      |
| Direkta Ogosta                                                            |      | | g, h                   |
| Dirk                                                                      |      | Züchter: Enza Zaden (Nl) | j, o                   |
| Disa N                                                                    |      | Züchter: Di Vito Mauro, Saccardo Franco | j                      |
| Disarsa                                                                   |      | | c, d                   |
| Disco                                                                     |      | Züchter: Syngenta Seeds Bv (Nl) | j                      |
| Disco Ll                                                                  |      | | j, o                   |
| Discolor                                                                  |      | | g, h                   |
| Discovery                                                                 |      | Züchter: Isi Sementi Spa | j                      |
| Disko                                                                     |      | Züchter: Myazina Lyubov' Anatolievna | j                      |
| Dita                                                                      |      | Züchter: Mea Internacional Marketing, Il | j                      |
| Dithmarsher                                                               |      | | c, d                   |
| Ditmarsher Suspension Rose                                                |      | Züchter: Domaine Public (Fr) | j                      |
| Diva                                                                      |      | Züchter: Tezier Sa (Fr) | j                      |
| Diva Vf                                                                   |      | Züchter: Tezier Sa (Fr) | j                      |
| Divaricata                                                                |      | | g, h                   |
| Divergens (oder: Suffulta / 3)                                            |      | | g, h                   |
| Dividend                                                                  |      | Züchter: Degreef Paul | j, o                   |
| Divina                                                                    |      | | j                      |
| Divine Maltese                                                            |      | | c, d                   |
| Divine Ripe Diva                                                          |      | | j                      |
| Divino                                                                    |      | | j, o                   |
| Divisa                                                                    |      | | j                      |
| Divna                                                                     |      | Züchter: V. Rodeva, S. Grozeva-Tileva | j                      |
| Divnyj                                                                    |      | Züchter: Andreeva Evgeniya Nikolaevna, Nazina Sofiya Luisovna, Ushakova Mariya Ivanovna, Andreeva Anzhelika Nikolaevna | j                      |
| Divo                                                                      |      | Züchter: Ignatova Svetlana Ilyinichna, Gorshkova Nina Sergeevna | j, o                   |
| Divo F1                                                                   |      | | j, o                   |
| Divo-Divnoe                                                               |      | Züchter: Kachajnik Vladimir Georgievich, Gul'Kin Mihail Nikolaevich, Karmanova Olga Alekseevna, Bulykova Nataliya Vasilievna | j                      |
| Dix Doigts De Naples                                                      |      | | a, c, d                |
| Dixi Golden Giant                                                         |      | | m                      |
| Dixie                                                                     |      | Züchter: Zeta Seeds, S.L. | j, o                   |
| Dixie Golden Giant                                                        |      | | c, d, e, g, h          |
| Dixie Red                                                                 |      | Züchter: Seminis Vegetable Seeds, Inc. | j, o                   |
| Dixiewine                                                                 |      | | c, e, f                |
| Dixon                                                                     |      | Züchter: Isi Sementi Spa | j                      |
| Diyuti                                                                    |      | | j                      |
| Dizi                                                                      |      | | j                      |
| Djazia                                                                    |      | | j                      |
| Djena                                                                     |      | | h                      |
| Djena Lee's Golden Girl                                                   |      | | c, d, e, g             |
| Djodah                                                                    |      | | d                      |
| Dl 94                                                                     |      | Züchter: Krakowska Hodowla I Nasiennictwo Ogrodnicze Polan Sp. Z O.O. | j                      |
| Dlya Vnuchat                                                              |      | Züchter: Kudryashov Andrej Vasilievich | j                      |
| Dnap 17                                                                   |      | Züchter: Dna Plant Technology Corporation | j, o                   |
| Dnap 9                                                                    |      | Züchter: Dna Plant Technology Corporation | j, o                   |
| Dnestrovskij Krasnyj                                                      |      | Züchter: Panchev Yurij Ivanovich | j                      |
| Dnestrovskij Zhemchug                                                     |      | Züchter: Panchev Yurij Ivanovich | j                      |
| Do 3324                                                                   |      | | g, h                   |
| Dobrinja Nikititsch                                                       |      | | c, d                   |
| Dobrita                                                                   |      | | j, o                   |
| Dobrodeya                                                                 |      | Züchter: Andreeva Evgeniya Nikolaevna, Nazina Sofiya Luisovna, Ushakova Mariya Ivanovna, Andreeva Anzhelika Nikolaevna | j                      |
| Dobrun                                                                    |      | Züchter: Np Nii Ovoshchevodstva Zashchishchennogo Grunta, 107061, G.Moskva, Ul.Suvorovskaia, D. 32/34, Str. 2, Russia; Ooo Agrofirma Gavrish, 103287, G.Moskva, Ul.2Aia Khutorskaia, D. 11, Str. 1, Russia. Gavrish Sergej Fedorovich, Morev Viktor Vasilievich, Amcheslavskaya Elena Valentinovna, Volok Olga Anatolievna, Patsuriya Dzheneri Vladimirovich, Gavrish Fedor Sergeevich, Nesterovich Arkadij Nikolaevich | j, o                   |
| Dobryak                                                                   |      | Züchter: Kondakov Sergej Nikolaevich, Shevchenko Anna Ivanovna | j                      |
| Dobryj                                                                    |      | Züchter: Gavrish Sergej Fedorovich, Morev Viktor Vasilievich, Amcheslavskaya Elena Valentinovna, Volok Olga Anatolievna, Gavrish Fedor Sergeevich | j                      |
| Dobryj Molodets                                                           |      | Züchter: Myazina Lyubov' Anatolievna | j                      |
| Dobrynya Nikitich                                                         |      | Züchter: Ognev Valerij Vladimirovich, Maksimov Sergej Vasilievich, Klimenko Nikolaj Nikolaevich, Kostenko Aleksandr Nikolaevich | j                      |
| Docet                                                                     |      | | j, o                   |
| Dochet                                                                    |      | | j                      |
| Dochka                                                                    |      | Züchter: Lukiyanenko Anatolij Nikitovich, Dubinin Sergej Vladimirovich, Dubinina Irina Nikolaevna | j                      |
| Dochodnij                                                                 |      | | c, d                   |
| Doctor-K                                                                  |      | | j                      |
| Dodomes                                                                   |      | | o                      |
| Doge                                                                      |      | Züchter: Petoseed Co.Inc. | j, o                   |
| Doge I                                                                    |      | | j                      |
| Dogma                                                                     |      | | j, o                   |
| Dogus                                                                     |      | | j                      |
| Dohkko                                                                    |      | Züchter: Syngenta Crop Protection Ag | j, o                   |
| Dokhodnyj                                                                 |      | Züchter: Respublikanskoe Nauchno Proizvodstvennoe Dochernee, Unitarnoe Predpriiatie Institut Ovoshchevodstva, 220028, G.Minsk, Ul.Maiakovskogo, 127A, Belarus | j, o                   |
| Doktor Leto                                                               |      | Züchter: Myazina Lyubov' Anatolievna | j                      |
| Dolar                                                                     |      | | j                      |
| Dolby                                                                     |      | | j                      |
| Dolce Vita (oder: Dolcevita)                                              |      | Züchter: De Ruiter Seed C.V. | a, j, l, o             |
| Dolce Vita F1                                                             |      | | c                      |
| Dolcerosso                                                                |      | Züchter: Syngenta Crop Protection Ag | j                      |
| Dolcetini                                                                 |      | | o                      |
| Dolcetino                                                                 |      | Züchter: Clause (Fr) | j                      |
| Dolcetiny (oder: Dolcetini)                                               |      | Züchter: Clause (Fr) | j                      |
| Dolcetto                                                                  |      | Züchter: S.A.I.S. Societá Agricola Italiana Sementi | j                      |
| Dolcino                                                                   |      | | j                      |
| Dolcisio                                                                  |      | | j                      |
| Dolendo                                                                   |      | Züchter: Syngenta Seeds B.V. | j                      |
| Dolfy                                                                     |      | Züchter: De Ruiter Seeds | j                      |
| Dolg Majet                                                                |      | | c, d                   |
| Dolgeners Dattelwein                                                      |      | | c                      |
| Dolgonosik                                                                |      | Züchter: Kondratieva Irina Yurievna, L'Vova Alina Yurievna, Ahmedova Bade Abdulovna, Engalychev Myazar Rinatovich | j                      |
| Doli Ds-3185                                                              |      | | j                      |
| Doljbrid                                                                  |      | | j                      |
| Dolka Dalnevostochnaja                                                    |      | | c                      |
| Dolly                                                                     |      | Züchter: Isi Sementi Spa | j                      |
| Dolly 04122012                                                            |      | | j                      |
| Dolly Parton                                                              |      | | c, d                   |
| Doloress                                                                  |      | | j                      |
| Dolphin                                                                   |      | | j                      |
| Dolunay                                                                   |      | | j                      |
| Dolve Vita                                                                |      | | j                      |
| Doly                                                                      |      | Züchter: Vilmorin Sa (Fr) | j, o                   |
| Dom Luiz                                                                  |      | | j                      |
| Domaca Lovric                                                             |      | | c                      |
| Domaca Lovric                                                             |      | | n                      |
| Domaca Pfarrgarten                                                        |      | | c, f                   |
| Domaca Pfarrgarten                                                        |      | | n                      |
| Domaca Pfarrgarten II                                                     |      | | f                      |
| Domamu                                                                    |      | | m                      |
| Domani                                                                    |      | | j                      |
| Domashnij                                                                 |      | Züchter: Myazina Lyubov' Anatolievna, Kudryavtseva Elizaveta Romanovna | j                      |
| Domate E Sasaj                                                            |      | | g, h                   |
| Dombello                                                                  |      | Züchter: Bruinsma Seeds B.V. | c, j, o                |
| Dombelo                                                                   |      | Züchter: Bruinsma Zaden | j                      |
| Dombito                                                                   |      | Züchter: Bruinsma Seeds B.V. | j, o                   |
| Dombo                                                                     |      | Züchter: Bruinsma Selektie (Nl) | j, o                   |
| Domeico                                                                   |      | | j                      |
| Domenico                                                                  |      | | j                      |
| Dometica                                                                  |      | | j                      |
| Domeyco                                                                   |      | | j                      |
| Domináto                                                                  |      | | j                      |
| Dominator                                                                 |      | Züchter: Gavrish Sergej Fedorovich, Morev Viktor Vasilievich, Amcheslavskaya Elena Valentinovna, Volok Olga Anatolievna, Korol Valentin Grigorievich, Gavrish Fedor Sergeevich | e, g, h, j, o          |
| Domingo                                                                   |      | | j                      |
| Dominica                                                                  |      | | c, j                   |
| Dominick's Paste                                                          |      | | c, d                   |
| Dominika                                                                  |      | | j                      |
| Dominique                                                                 |      | Züchter: Hazera (1939)/Yissum Res | j, o                   |
| Domino                                                                    |      | | j                      |
| Domityl                                                                   |      | Züchter: Vilmorin Sa (Fr) | j                      |
| Domiziano                                                                 |      | Züchter: Cirio Ricerche S.C.P.A. | j                      |
| Domovenok                                                                 |      | Züchter: Panchev Yurij Ivanovich, Panchev Yurij Yurievich, Tarasov Yurij Dmitrievich | j                      |
| Don                                                                       |      | Züchter: Mario Faraone Mennella | j                      |
| Don Armando Fca                                                           |      | | j                      |
| Don Camillo                                                               |      | | c, d, e                |
| Don Camillo & Peppone                                                     |      | | e, f                   |
| Don Camillo E Pepone                                                      |      | | n                      |
| Don Carlo (oder: Doncarlo)                                                |      | Züchter: Zeta Seeds, S.L. | j, o                   |
| Don Dario                                                                 |      | | j                      |
| Don Jose (oder: Donjose)                                                  |      | Züchter: Jean-Claude Mercier. Tezier Sa (Fr) | j                      |
| Don Juan                                                                  |      | | c, d, e, n             |
| Don Kihot                                                                 |      | Züchter: Dubinin Sergej Vladimirovich, Kirillov Mihail Ivanovich, Dubinina Irina Nikolaevna | j                      |
| Don Luis Orlando F. C. A.                                                 |      | Züchter: Ins.Horticultura | j                      |
| Don Paco                                                                  |      | Züchter: Zeta Seeds S.L. | j                      |
| Don Pietro                                                                |      | Züchter: Zeta Seeds, S.L. | j, o                   |
| Don Quichotte                                                             |      | | c                      |
| Don's Double Delight                                                      |      | | c, e                   |
| Dona                                                                      |      | Züchter: Vilmorin Sa (Fr) | c, d, j                |
| Donabella                                                                 |      | | c                      |
| Donadoni                                                                  |      | | j                      |
| Donador                                                                   |      | Züchter: Bruinsma Seeds B.V. | j                      |
| Donador F1                                                                |      | | j                      |
| Donald                                                                    |      | | j                      |
| Donara                                                                    |      | Züchter: Syngenta Seeds B.V. | j, o                   |
| Donatella                                                                 |      | Züchter: Nirit Seeds Ltd | j, o                   |
| Donatello                                                                 |      | Züchter: Verschave Philippe | j                      |
| Donato                                                                    |      | Züchter: Zorzi Sementi Srl | j                      |
| Donatus                                                                   |      | | j                      |
| Donbardo                                                                  |      | Züchter: Zeta Seeds, S.L. | j, o                   |
| Donbenito                                                                 |      | Züchter: Nunza Bv | j, o                   |
| Donegan                                                                   |      | Züchter: Syngenta Seeds B.V. | j, o                   |
| Donella                                                                   |      | Züchter: Louis Poloni (Fr) | j                      |
| Donetskiy                                                                 |      | | c, d                   |
| Donetzk                                                                   |      | | g, h                   |
| Dongo (oder: Star 9013)                                                   |      | | j                      |
| Dongo Star 9013                                                           |      | | o                      |
| Doni                                                                      |      | | c                      |
| Donka                                                                     |      | Züchter: Western Seed España, S.A. | j, o                   |
| Donna                                                                     |      | | j                      |
| Donna Anna                                                                |      | Züchter: Mashtakov Aleksej Alekseevich, Mashtakova Anna Harlampievna, Mashtakov Nikolaj Alekseevich, Mashtakova Liliya Ivanovna | j                      |
| Donna F1                                                                  |      | | f                      |
| Donnerkeil                                                                |      | | c, m                   |
| Donor                                                                     |      | | g, h                   |
| Donskoj                                                                   |      | Züchter: Ognev Valerij Vladimirovich, Maksimov Sergej Vasilievich, Tereshonkova Tatiyana Arkadievna, Chernova Tatiyana Viktorovna | j                      |
| Donskoj 202                                                               |      | | g, h                   |
| Donskoj 68                                                                |      | | g, h                   |
| Donskoj Kazak                                                             |      | Züchter: Bekov Rustam Hizrievich, Gish Ruslan Ajdamirovich, Yurov Anatolij Ivanovich | j                      |
| Donskoy (oder: Donskoj)                                                   |      | | c, f, d, g, h          |
| Donya                                                                     |      | Züchter: Andreeva Evgeniya Nikolaevna, Sysina Elena Artemievna, Nazina Sofiya Luisovna, Bogdanov Kirill Borisovich, Ushakova Mariya Ivanovna | j                      |
| Doppiopi                                                                  |      | Züchter: Peotec Seeds Srl | j                      |
| Dora                                                                      |      | Züchter: Mfm International S.R.L. | c, d, j                |
| Dorada                                                                    |      | Züchter: Dr. Horneburg Bernd, Georg-August-Universität Göttingen | c, j, n, o             |
| Dorado                                                                    |      | | j                      |
| Doraemon                                                                  |      | Züchter: Hort Seed Mediterrani, S.L | j, o                   |
| Doreen                                                                    |      | Züchter: Hazera Genetics Ltd (Il) | j                      |
| Dorelina                                                                  |      | Züchter: Vilmorin Sa (Fr) | j                      |
| Doremi                                                                    |      | | j                      |
| Dorenia                                                                   |      | Züchter: Kultursaat e.V. für Züchtungsforschung und Kulturpflanzenerhaltung auf biologisch-dynamischer Grundlage | j                      |
| Doria                                                                     |      | | j                      |
| Dorian                                                                    |      | | j                      |
| Dorico                                                                    |      | | j                      |
| Dorin                                                                     |      | Züchter: Nirit Seeds Ltd. | j, o                   |
| Dorina                                                                    |      | Züchter: Hristo Georgiev | j, o                   |
| Dorine                                                                    |      | | j                      |
| Doris                                                                     |      | Züchter: Gavrish Sergej Fedorovich, Kapustina Raisa Nikolaevna, Gladkov Dmitrij Sergeevich, Sedin Aleksej Anatolievich, Volkov Aleksandr Aleksandrovich, Semenova Anna Nikolaevna, Artemieva Galina Mihajlovna, Filimonova Yuliya Alekseevna | j                      |
| Dorissa                                                                   |      | Züchter: Dutch American Plantbreeders Corp. | j                      |
| Dorit Ag 2101                                                             |      | | j                      |
| Dorodnyi                                                                  |      | | c, d                   |
| Dorodnyj                                                                  |      | Züchter: Kotel'Nikova Marina Aleksandrovna, Antipova Nadezhda Petrovna | j                      |
| Dorogoj Gost                                                              |      | Züchter: Kondakov Sergej Nikolaevich, Shevchenko Anna Ivanovna | j                      |
| Dorotea                                                                   |      | | j                      |
| Dorothy                                                                   |      | | j                      |
| Dorothy's Cross                                                           |      | | c, d                   |
| Dorothy's Green                                                           |      | | c, d                   |
| Doroty                                                                    |      | | j                      |
| Doruk                                                                     |      | | j                      |
| Dory                                                                      |      | Züchter: Vilmorin Sa (Fr) | j                      |
| Dos Cossiols                                                              |      | | d                      |
| Dos Mercados                                                              |      | | c, d                   |
| Doset                                                                     |      | | j                      |
| Dost 12K                                                                  |      | | j                      |
| Dot's Delight                                                             |      | | c, d, e, g, h          |
| Dotsent                                                                   |      | Züchter: Gavrish Sergej Fedorovich, Morev Viktor Vasilievich, Amcheslavskaya Elena Valentinovna, Degovtsova Tatiyana Vladimirovna | j, o                   |
| Double Rich (oder: Doublerich)                                            |      | | c, d, e, f, g, h       |
| Doubloon                                                                  |      | | c, d                   |
| Douce De Picardie                                                         |      | | m, n                   |
| Doucen                                                                    |      | | j                      |
| Doucing With Smurfs                                                       |      | | m                      |
| Doufu                                                                     |      | Züchter: Rijk Zwaan Zaadteelt En Zaadhandel Bv (Nl) | j                      |
| Douglas                                                                   |      | | j                      |
| Dourne D'Hiver                                                            |      | | c                      |
| Dower Zowji                                                               |      | | c                      |
| Doyum                                                                     |      | Züchter: Enza Zaden Beheer B.V. | j                      |
| Dr 0138 Tx                                                                |      | | j                      |
| Dr 0141 Tx                                                                |      | Züchter: Monsanto Holland B.V. | j, o                   |
| Dr 03 103                                                                 |      | Züchter: Fujii Takashi, Iimura Hiroshi, Inai Shuji | j, o                   |
| Dr 0607 Tc                                                                |      | Züchter: Monsanto Vegetable Ip Management B.V. | j, o                   |
| Dr 10123                                                                  |      | | j                      |
| Dr 2656 Tc                                                                |      | Züchter: Monsanto Vegetable Ip Management B.V. | j, o                   |
| Dr 5600                                                                   |      | Züchter: Inai Shuji, Fujii Takashi, Konishi Chiaki | j, o                   |
| Dr 7024 Ts                                                                |      | Züchter: Monsanto Holland B.V. | j, o                   |
| Dr 736 Tm                                                                 |      | Züchter: Inai Shuji, Ishikura Harutomo, Saito Tsunehiro, Ishimura Eiji | j, o                   |
| Dr 7847 Tch                                                               |      | | j                      |
| Dr 7856 Th                                                                |      | Züchter: Monsanto Vegetable Ip Management B.V. | j, o                   |
| Dr 9050 Th                                                                |      | Züchter: Monsanto Vegetable Ip Management B.V. | j, o                   |
| Dr 9544 Th                                                                |      | Züchter: Monsanto Vegetable Ip Management B.V. | j, o                   |
| Dr. Buresh Pink Italian                                                   |      | | c, d                   |
| Dr. Carolyn                                                               |      | | c, d, e, g, h, m       |
| Dr. Carolyn Pink                                                          |      | | c, d, e, f, g, h       |
| Dr. Carolyn Yellow                                                        |      | | f                      |
| Dr. Goodwin's Red                                                         |      | | c, d                   |
| Dr. Grundmann St. 702                                                     |      | | g, h                   |
| Dr. Irion 2                                                               |      | | n                      |
| Dr. Lyle                                                                  |      | | c, d, e, g, h          |
| Dr. Neal                                                                  |      | | c, d                   |
| Dr. Walter                                                                |      | | c, d                   |
| Dr. White's Pink                                                          |      | | c, d                   |
| Dr. Wyche's Red                                                           |      | | c, d                   |
| Dr. Wyche's Yellow                                                        |      | Züchter: Domaine Public (Fr) | c, d, j                |
| Draco                                                                     |      | | j                      |
| Dracula                                                                   |      | | j                      |
| Dragojevo                                                                 |      | | c, d                   |
| Dragon                                                                    |      | | j                      |
| Dragon's Eye                                                              |      | | c, d                   |
| Dragone                                                                   |      | Züchter: Isi Sementi Spa | j                      |
| Dragotsennost                                                             |      | | c, d                   |
| Dragotsennost 341                                                         |      | | d                      |
| Dragun                                                                    |      | Züchter: Zhidkova Valentina Andreevna, Mihed Valentina Stepanovna, Altuhov Yurij Petrovich, Arhipova Tatiyana Petrovna, Groshenko Aleksandr Petrovich, Zvyagintsev Valerij Kirilovich | j                      |
| Drajv                                                                     |      | Züchter: Alekseev Yurij Borisovich | j                      |
| Drakar                                                                    |      | | j                      |
| Drava                                                                     |      | | j                      |
| Drawehn                                                                   |      | | g, h                   |
| Drc 1195                                                                  |      | | j                      |
| Drc 529                                                                   |      | | j                      |
| Drc 530                                                                   |      | | j                      |
| Drc 533                                                                   |      | Züchter: De Ruiter Seeds B.V., Leeuwenhoekweg 52, P.O. Box 1050, 2660 Bb, Bergschenhoek The Netherlands | j, o                   |
| Drc 564                                                                   |      | Züchter: Monsanto Holland B.V. | j, o                   |
| Drd 154                                                                   |      | | j                      |
| Drd 8108                                                                  |      | | j                      |
| Drd 8115                                                                  |      | | j                      |
| Drd 8539                                                                  |      | | j                      |
| Drd 8547                                                                  |      | | j                      |
| Drd 8549                                                                  |      | | j                      |
| Drd 8560                                                                  |      | | j                      |
| Drd 8564                                                                  |      | | j                      |
| Dream                                                                     |      | | c, d, g, h             |
| Dreamer                                                                   |      | Züchter: Nunhems B.V. | j, o                   |
| Dreamstar                                                                 |      | | j                      |
| Drei Käse Hoch                                                            |      | | n                      |
| Dres                                                                      |      | Züchter: Harris Moran Seed Company (Usa) (Us) | j                      |
| Dri 0319                                                                  |      | Züchter: Monsanto Vegetable Ip Management B.V. | j, o                   |
| Dri 319                                                                   |      | | j                      |
| Dri 4707                                                                  |      | Züchter: Monsanto Holland B.V. | j                      |
| Drk 2180                                                                  |      | | j                      |
| Drk 2186                                                                  |      | | j                      |
| Drk 2197                                                                  |      | | j                      |
| Drk 547                                                                   |      | | j                      |
| Drk 599                                                                   |      | | j                      |
| Drk 605                                                                   |      | | j                      |
| Drk 7021                                                                  |      | Züchter: De Ruiter Seeds Nl B.V. | j                      |
| Drk 936                                                                   |      | Züchter: Bosch Ben Van Den | j                      |
| Droplet                                                                   |      | | c, d                   |
| Drops                                                                     |      | Züchter: Agrosel S.R.L. | j                      |
| Druciai                                                                   |      | Züchter: Lietuvos Agrariniu Ir Mišku Mokslu Centro Filialas Sodininkystes Ir Daržininkystes Institutas | j, o                   |
| Druzba                                                                    |      | Züchter: Domaine Public (Fr) | c, d, e, g, h, j       |
| Druzhok                                                                   |      | Züchter: Gavrish Sergej Fedorovich, Morev Viktor Vasilievich, Amcheslavskaya Elena Valentinovna, Degovtsova Tatiyana Vladimirovna | j, o                   |
| Druziya-Tovarishchi                                                       |      | Züchter: Kondakov Sergej Nikolaevich, Shevchenko Anna Ivanovna | j                      |
| Druznyj 2                                                                 |      | | g, h                   |
| Drv 6026                                                                  |      | | j                      |
| Drv 7698                                                                  |      | | j                      |
| Drv 7749                                                                  |      | | j                      |
| Drv 7812                                                                  |      | | j                      |
| Drv 7847                                                                  |      | | j                      |
| Drv 7848                                                                  |      | | j                      |
| Drw 3860                                                                  |      | | j                      |
| Drw 3865                                                                  |      | | j                      |
| Drw 7481                                                                  |      | | j                      |
| Drw 7513                                                                  |      | | j                      |
| Drw 7576                                                                  |      | | j                      |
| Drw 7594                                                                  |      | | j                      |
| Drw 7623                                                                  |      | | j                      |
| Drw 7629                                                                  |      | | j                      |
| Drw 7647                                                                  |      | Züchter: De Ruiter Seeds Nl B.V. | j                      |
| Drw 7680                                                                  |      | Züchter: Monsanto Holland B.V. | j, o                   |
| Drw 7689                                                                  |      | | j                      |
| Drw 7719                                                                  |      | | j                      |
| Drw 7720                                                                  |      | Züchter: Monsanto Holland B.V. | j, o                   |
| Drw 7722                                                                  |      | | j                      |
| Drw 7723                                                                  |      | Züchter: Monsanto Holland B.V. | j, o                   |
| Drw 7728                                                                  |      | | j                      |
| Drw 7744                                                                  |      | | j                      |
| Drw 7806                                                                  |      | Züchter: Monsanto Holland B.V. | j, o                   |
| Drw 7807                                                                  |      | | j                      |
| Drw 7810                                                                  |      | | j                      |
| Drw 7834                                                                  |      | | j                      |
| Dsw 8125                                                                  |      | | j                      |
| Du Maroc                                                                  |      | | c                      |
| Dual Early                                                                |      | Züchter: Seminis Vegetable Seeds, Inc. | j                      |
| Dual Early F1                                                             |      | | j, o                   |
| Dual Large                                                                |      | | j                      |
| Dual Plus                                                                 |      | Züchter: Seminis Vegetable Seeds, Inc. | j                      |
| Dualrow                                                                   |      | Züchter: Intersemillas | j, o                   |
| Dubay                                                                     |      | Züchter: Asian United Seeds B.V. | j, o                   |
| Dubbo                                                                     |      | Züchter: Syngenta Participations Ag | j                      |
| Dubino                                                                    |      | Züchter: Syngenta Participations Ag | j, o                   |
| Duble Md 28                                                               |      | | j                      |
| Dublet                                                                    |      | Züchter: Seminis Vegetable Seeds, Inc. | j                      |
| Dublet F1                                                                 |      | | j                      |
| Dubok                                                                     |      | | e, g, h                |
| Dubrava (oder: Dubrawa)                                                   |      | Züchter: Agapov Aleksandr Stepanovich, Alpatiev Aleksandr Vasilievich, Skvortsova Rufina Vasilievna, Gurkina Lyubov' Kirillovna | c, d, j, o             |
| Ducale                                                                    |      | Züchter: Clause Semences Sa (Fr) | j                      |
| Ducati                                                                    |      | | c, d, j                |
| Ducatino                                                                  |      | Züchter: Zeta Seeds, S.L. | j, o                   |
| Duck Egg                                                                  |      | | c, e, g, h             |
| Ducovery                                                                  |      | Züchter: Monsanto Vegetable Ip Management B.V. | j, o                   |
| Ducvine                                                                   |      | Züchter: Enza Zaden Beheer B.V. | j                      |
| Dudaim                                                                    |      | | c, g, h                |
| Duel                                                                      |      | Züchter: Isi Sementi Spa | j                      |
| Duende                                                                    |      | Züchter: Enza Zaden B.V. | j                      |
| Duero                                                                     |      | | j                      |
| Duet                                                                      |      | Züchter: Gavrish Sergej Fedorovich, Morev Viktor Vasilievich, Amcheslavskaya Elena Valentinovna, Degovtsova Tatiyana Vladimirovna | j                      |
| Dufresne                                                                  |      | | c, d                   |
| Duggin Gold                                                               |      | | c, d                   |
| Duggin White                                                              |      | | c, d                   |
| Dukado                                                                    |      | Züchter: Bruinsma Zaden | j                      |
| Dukat                                                                     |      | Züchter: Clause Polska Sp. Z O.O. | j                      |
| Dukati                                                                    |      | Züchter: Verschave Philippe | j                      |
| Dukatus                                                                   |      | | j, o                   |
| Duke                                                                      |      | | j                      |
| Dul'Sineya                                                                |      | Züchter: Dederko Vladimir Nikolaevich, Postnikova Olga Valentinovna | j                      |
| Dulce                                                                     |      | Züchter: Verschave Philippe | j, n                   |
| Dulcemiel                                                                 |      | Züchter: Syngenta Crop Protection Ag | j, o                   |
| Dulcia                                                                    |      | | c, j                   |
| Dulcinea                                                                  |      | Züchter: Western Seed España, S.A. | j, o                   |
| Dulcita                                                                   |      | Geschmack: süß | c                      |
| Dulcito                                                                   |      | | j                      |
| Dulcito Rz                                                                |      | Züchter: Rijk Zwaan Z.Z. B.V. | j, o                   |
| Dule                                                                      |      | | j, o                   |
| Dulzura                                                                   |      | Züchter: Clause - Tezier (Fr) | j                      |
| Dumas                                                                     |      | Züchter: Syngenta Seeds B.V. | j                      |
| Dunavski Rubin                                                            |      | Züchter: Institut Za Ratarstvo I Povrtarstvo, Novi Sad | j                      |
| Duncan                                                                    |      | Züchter: Pablo Goldshimied | j                      |
| Dundee                                                                    |      | | j                      |
| Dundun                                                                    |      | Züchter: Syngenta Participations Ag | j                      |
| Dune                                                                      |      | Züchter: Asgrow Seed Company (Us)/Bruinsma (Nl) | j                      |
| Dunga                                                                     |      | Züchter: Syngenta Crop Protection Ag | j, o                   |
| Dunia                                                                     |      | Züchter: Western Seed España, S.A. | j, o                   |
| Dunkan                                                                    |      | Züchter: Western Seed España, S.A. | j, o                   |
| Dunkelrotes Ochsenherz                                                    |      | | n                      |
| Dunkelviolette Aus Indien                                                 |      | | c                      |
| Dunkelviolette Indische Fleischtomate                                     |      | | n                      |
| Dunkin's Delight                                                          |      | | c                      |
| Dunn's Golden Goose                                                       |      | | e                      |
| Dunne                                                                     |      | Züchter: Pilar Checa | j, o                   |
| Dünya                                                                     |      | | j                      |
| Dunyasha                                                                  |      | Züchter: Kuzmitskaya Galina Antonievna, Smagina Galina Vasilievna, Oshlakova Zinaida Vladimirovna | j                      |
| Duo                                                                       |      | | c, d, j, o             |
| Duo Li                                                                    |      | | j, o                   |
| Dupla                                                                     |      | | g, h                   |
| Duplo                                                                     |      | Züchter: S.A.I.S. Societá Agricola Italiana Sementi | j                      |
| Duque                                                                     |      | | j                      |
| Duquesa                                                                   |      | Züchter: De Ruiter Seeds | j, o                   |
| Durabo                                                                    |      | Züchter: Isi Sementi Spa | j                      |
| Dural                                                                     |      | | j                      |
| Duramino                                                                  |      | Züchter: Enza Zaden Beheer B.V. | j                      |
| Durango                                                                   |      | | j                      |
| Duranto                                                                   |      | | j                      |
| Durasol                                                                   |      | Züchter: Enza Zaden Beheer B.V. | j                      |
| Duratom                                                                   |      | Züchter: Semillas Fitó S.A. | j, o                   |
| Durban                                                                    |      | | c, j                   |
| Durban I                                                                  |      | Südafrika | m                      |
| Durcal                                                                    |      | Züchter: Semillas Fito, S.A. | j                      |
| Durena                                                                    |      | | j                      |
| Durene                                                                    |      | | j, o                   |
| Duricchio                                                                 |      | Züchter: Sativa Seeds & Services | j                      |
| Duril                                                                     |      | Züchter: Western Seed España, S.A. | j                      |
| Durina                                                                    |      | Züchter: Western Seed España, S.A. | j, o                   |
| Durinta                                                                   |      | Züchter: Monsanto Holland B.V. | j                      |
| Durito                                                                    |      | | j                      |
| Durlinda                                                                  |      | | j, o                   |
| Durmech                                                                   |      | | j                      |
| Durmitor                                                                  |      | | d                      |
| Duro                                                                      |      | | j                      |
| Duronda                                                                   |      | | j, o                   |
| Durostar                                                                  |      | | j, o                   |
| Durpeel                                                                   |      | | j                      |
| Durpeel 130                                                               |      | | j, o                   |
| Durtyl                                                                    |      | Züchter: Western Seed España S.A. | j, o                   |
| Durvigo                                                                   |      | | j, o                   |
| Dushechka                                                                 |      | Züchter: Lukiyanenko Anatolij Nikitovich, Dubinin Sergej Vladimirovich, Dubinina Irina Nikolaevna | j                      |
| Dusja Krasnaja                                                            |      | | c                      |
| Dusja Malinowaja                                                          |      | | c                      |
| Dusja Orangevaja                                                          |      | | c                      |
| Dustin                                                                    |      | Züchter: S&G Seeds B.V. | j, o                   |
| Dusya Krasnaya                                                            |      | | d                      |
| Dusya Oranzhevaya                                                         |      | | e                      |
| Dutchman                                                                  |      | Züchter: Domaine Public (Fr) | c, f, j                |
| Dutka's Pink                                                              |      | | c, d                   |
| Duty                                                                      |      | Züchter: Seminis Vegetable Seeds, Inc. | j                      |
| Duvak                                                                     |      | | j                      |
| Duven                                                                     |      | | j                      |
| Dvorik                                                                    |      | Züchter: Nastenko Nataliya Viktorovna, Kachajnik Vladimir Georgievich, Kandoba Aleksej Viktorovich | j                      |
| Dvortsovyj                                                                |      | Züchter: Nastenko Nataliya Viktorovna, Kachajnik Vladimir Georgievich, Gul'Kin Mihail Nikolaevich | j                      |
| Dvorzovij                                                                 |      | | e, g, h                |
| Dwarf                                                                     |      | | g, h                   |
| Dwarf Arctic Rose                                                         |      | | c, d, e                |
| Dwarf Beryl Beauty                                                        |      | | c, d                   |
| Dwarf Blazing Beauty                                                      |      | | c, d                   |
| Dwarf Champion                                                            |      | | c, d, g, h             |
| Dwarf Champion 15                                                         |      | | d                      |
| Dwarf Champion Improved                                                   |      | | c, d, f                |
| Dwarf Crimson Sockeye                                                     |      | | d                      |
| Dwarf Emerald Giant                                                       |      | | c, d                   |
| Dwarf Giant                                                               |      | | d                      |
| Dwarf Golden Gypsy                                                        |      | | d                      |
| Dwarf Golden Heart                                                        |      | | c, d                   |
| Dwarf Husky Gold                                                          |      | | f                      |
| Dwarf Jade Beauty                                                         |      | | c, d                   |
| Dwarf Kelly Green                                                         |      | | c, d                   |
| Dwarf Lemon Ice                                                           |      | | d                      |
| Dwarf Mahogany                                                            |      | | d                      |
| Dwarf Mr. Snow                                                            |      | | c, d, f                |
| Dwarf Orange Cream                                                        |      | | d                      |
| Dwarf Perth Pride                                                         |      | | f                      |
| Dwarf Pink Passion                                                        |      | | c, d                   |
| Dwarf Purple Heart                                                        |      | | c, d                   |
| Dwarf Recessive                                                           |      | | d, e                   |
| Dwarf Red                                                                 |      | | g, h                   |
| Dwarf Red Heart                                                           |      | | d                      |
| Dwarf Rosella Purple                                                      |      | | f                      |
| Dwarf Russian Swirl                                                       |      | | d                      |
| Dwarf Scarlet Heart                                                       |      | | d                      |
| Dwarf Shadow Boxing                                                       |      | | c, d                   |
| Dwarf Sleeping Lady                                                       |      | | c                      |
| Dwarf Stone                                                               |      | | c, d, g, h             |
| Dwarf Sweet Sue                                                           |      | | c, d, e                |
| Dwarf Wax                                                                 |      | | c                      |
| Dwarf Wild Fred                                                           |      | | c, d, f                |
| Dwarf Wild Spudleaf                                                       |      | | d                      |
| Dwarf Yellow Wax                                                          |      | | e, g, h                |
| Dwarf Yukon Quest                                                         |      | | f                      |
| Dwarfy                                                                    |      | | j                      |
| Dyadya Stepa                                                              |      | Züchter: Dederko Vladimir Nikolaevich, Postnikova Olga Valentinovna | j                      |
| Dyanta                                                                    |      | | j                      |
| Dylan                                                                     |      | Züchter: Isi Sementi Spa | j                      |
| Dynafort                                                                  |      | Züchter: Monsanto Vegetable Ip Management B.V. | j, o                   |
| Dynamite                                                                  |      | Züchter: Zeraim Gedera Ltd (Il) | j                      |
| Dynamo                                                                    |      | Züchter: Nunhems Bv (Nl) | j                      |
| Dynasty                                                                   |      | | j                      |
| Dynnye                                                                    |      | | c, d                   |
| Dyno                                                                      |      | Züchter: Clause - Tezier (Fr) | j                      |
| Dyospyros Orange                                                          |      | | g, h                   |
| Dyujmovochka                                                              |      | Züchter: Tereshonkova Tatiyana Arkadievna, Klimenko Nikolaj Nikolaevich, Kostenko Aleksandr Nikolaevich | j                      |
| Dyushes                                                                   |      | Züchter: Myazina Lyubov' Anatolievna | j                      |
| Dyvine                                                                    |      | Züchter: Rijk Zwaan Zaadteelt En Zaadhandel B.V. | j, o                   |
| Dzhaga                                                                    |      | Züchter: Gavrish Sergej Fedorovich, Morev Viktor Vasilievich, Amcheslavskaya Elena Valentinovna, Volok Olga Anatolievna, Vasilieva Margarita Yurievna | j                      |
| Dzhalo Santa                                                              |      | Züchter: Kachajnik Vladimir Georgievich, Gul'Kin Mihail Nikolaevich, Karmanova Olga Alekseevna, Matyunina Svetlana Vladimirovna | j                      |
| Dzhana                                                                    |      | Züchter: Gavrish Sergej Fedorovich, Morev Viktor Vasilievich, Amcheslavskaya Elena Valentinovna, Volok Olga Anatolievna, Nesterovich Arkadij Nikolaevich | j                      |
| Dzhejn                                                                    |      | Züchter: Gavrish Sergej Fedorovich, Kapustina Raisa Nikolaevna, Gladkov Dmitrij Sergeevich, Sedin Aleksej Anatolievich, Volkov Aleksandr Aleksandrovich, Semenova Anna Nikolaevna, Artemieva Galina Mihajlovna, Filimonova Yuliya Alekseevna | j                      |
| Dzherash                                                                  |      | Züchter: Gavrish Sergej Fedorovich, Morev Viktor Vasilievich, Amcheslavskaya Elena Valentinovna, Volok Olga Anatolievna, Gladkov Dmitrij Sergeevich, Vasilieva Margarita Yurievna | j                      |
| Dzherlievka                                                               |      | Züchter: Gavrish Sergej Fedorovich, Morev Viktor Vasilievich, Amcheslavskaya Elena Valentinovna, Degovtsova Tatiyana Vladimirovna, Volok Olga Anatolievna, Korol Valentin Grigorievich, Gavrish Fedor Sergeevich, Vasilieva Margarita Yurievna | j                      |
| Dzhesi                                                                    |      | Züchter: Ognev Valerij Vladimirovich, Klimenko Nikolaj Nikolaevich, Kostenko Aleksandr Nikolaevich, Sergeev Vladimir Valerievich | j                      |
| Dzhesika                                                                  |      | Züchter: Nigohos Nigohosyan | j                      |
| Dzhiginka                                                                 |      | Züchter: Gavrish Sergej Fedorovich, Morev Viktor Vasilievich, Amcheslavskaya Elena Valentinovna, Degovtsova Tatiyana Vladimirovna, Volok Olga Anatolievna, Gladkov Dmitrij Sergeevich, Volkov Aleksandr Aleksandrovich, Semenova Anna Nikolaevna, Redichkina Tatiyana Aleksandrovna | j                      |
| Dzhina Tst                                                                |      | Züchter: Ognev Valerij Vladimirovich, Klimenko Nikolaj Nikolaevich, Kostenko Aleksandr Nikolaevich, Sergeev Vladimir Valerievich | j                      |
| Dzhoker                                                                   |      | Züchter: Verschave Philippe | j, o                   |
| Dzhulietta                                                                |      | Züchter: Nastenko Nataliya Viktorovna, Kachajnik Vladimir Georgievich, Gul'Kin Mihail Nikolaevich | j                      |
| Dzschina                                                                  |      | | c                      |